# 渡辺真綱
渡辺 真綱（わたなべ さねつな）は、戦国時代から江戸時代初期にかけての武将。

## 生涯
永禄元年（1558年）20貫文で松平元康（徳川家康）に出仕。永禄3年（1560年）桶狭間の戦いに従軍する。永禄6年（1563年）三河一向一揆の蜂起に同調して松平氏の元を離れる。その後は松永久秀、次いで今川氏真に仕え、氏真からは「真」の一字を与えられている。永禄12年（1569年）今川氏が滅ぶと徳川氏に帰参する事になったが、直参を許されずに本多忠勝の配下に収まった。
以後は忠勝の武将として活動し、弟の吉綱とともに武田氏に内応する一味を捕らえるのに功があった。元亀3年（1572年）三方ヶ原の戦いでは浜松城外での戦闘で活躍。天正3年（1575年）長篠の戦いでも活躍し、遠江榛原郡植松村に20貫文を与えられる。以後も駿河・遠江平定で各地を転戦した。天正12年（1584年）小牧・長久手の戦いに従軍。天正18年（1590年）小田原征伐では岩付城の戦いで負傷の功を立てた。慶長6年（1601年）忠勝の次男忠朝が上総大多喜藩に封じられると、2000石を与えられて忠朝附きとなる。しかしこの処遇に不満を持ち、子の則綱に封地を譲って三河額田郡浦部村に籠居した。
慶長19年（1614年）大坂冬の陣では三男勝綱とともに旗本として従軍する事を認められ、近藤秀用の隊に加わって参戦した（勝綱は池田利隆隊に属した）。翌年の夏の陣では本多正信隊に属して武功を立てて蔵米300俵を与えられ、元和3年（1617年）改めて武蔵都筑郡・下総千葉郡・葛飾郡の内に500石を与えられた。